# Václav Ždímal
Divizní generál Václav Ždímal (29. června 1890 v Heřmanově, okr. Žďár nad Sázavou – 2. září 1942 Berlín, věznice Plötzensee) byl československý voják, generál, legionář a velitel Oblastního velitelství Morava-východ Obrany národa v období nacistické okupace Čech a Moravy.
Životním heslem Václava Ždímala bylo Hlavu Hore (Surgite Caput).

## Život

### Mládí
Václav Ždímal se narodil v Heřmanově v okrese Žďár nad Sázavou. Byl syn řídícího učitele, měl sedm sourozenců. Po maturitě na české zemské reálce ve Velkém Meziříčí roce 1908, započal studium na Česká vysoké škole technické v Brně (dnešní VUT). Nejprve absolvoval kurz pro zeměměřiče (1908–1910), ve školním roce 1910/1911 byl zapsán jako posluchač strojního inženýrství a elektroinženýrství. Studia posléze přerušil a začal pracovat jako geometr.

### 1. světová válka

#### Rakouská armáda
Po vypuknutí války byl v březnu 1915 prezentován u 14. c. k. zeměbraneckého pluku v Innsbrucku. Po absolvování vojenské školy ve Štýru (Steyer), byl odeslán jako velitel pěší čety Zeměbraneckého pěšího pluku č. 14 na ruskou frontu.

#### Československé legie v Rusku
V září 1915 přeběhl do ruského zajetí. Do československých legií vstoupil v srpnu 1916, nastoupil k záložní rotě České družiny v Kyjevě. V prosinci 1916 byl zařazen do 2. československého střeleckého pluku, se kterým 2. července 1917 bojoval v bitvě u Zborova. Následně byl zařazen jako štábní důstojník-kartograf na velitelství 1. československé střelecké divize v Žytomyru, od ledna 1918 byl přidělen do štábu Československého armádního sboru. Při bojích proti bolševikům na magistrále se stal v srpnu 1918 velitelem čety 1. československé jízdní dělostřelecké baterie. Do vlasti se vrátil v červenci 1920 v hodnosti kapitána.

### První a druhá republika

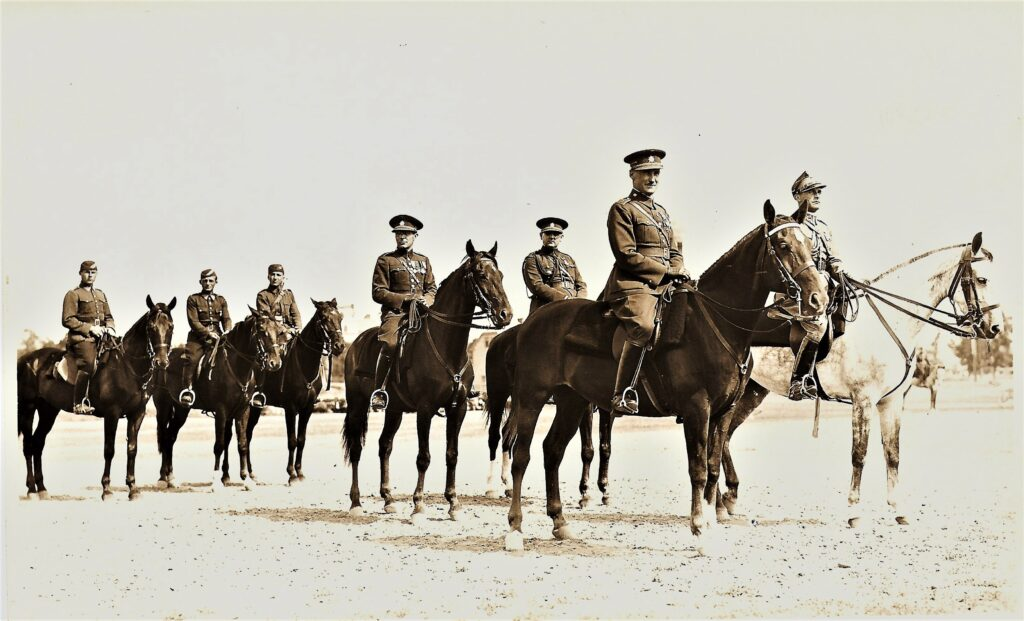
Jezdecká fotografie V. Ždímala, vojenské cvičení 30. léta 20. století

Po návratu do vlasti a po repatriační dovolené započal kariéru vojáka z povolání a sloužil v různých velitelských funkcích. V letech 1923 až 1925 na Vojenské akademii v Hranicích jako instruktor a velitel dělostřeleckého oddílu. Od listopadu 1926 do konce září 1931 a pak znovu od září 1932 do září 1933 velel 7. dělostřeleckému pluku v Olomouci. Během podzimu 1927 absolvoval vzdělávací kurz ve středisku taktických studií dělostřelectva v Metz ve Francii. Poté rok velel 331. dělostřeleckému pluku v Jincích a od 30. září 1934 10. polní dělostřelecké brigádě v Banské Bystrici.
Hodnost brigádního generála obdržel V. Ždímal 25. července 1936.
Od poloviny října 1937 až do okupace pak zastával funkci velitele dělostřelectva IV. sboru v Olomouci a za zářijové mobilizace státu v roce 1938 velel dělostřelectvu Hraničního pásma XIII - Rostislav.

### Rodinný život
S manželkou Bedřiškou měl syna Václava.

### V odboji

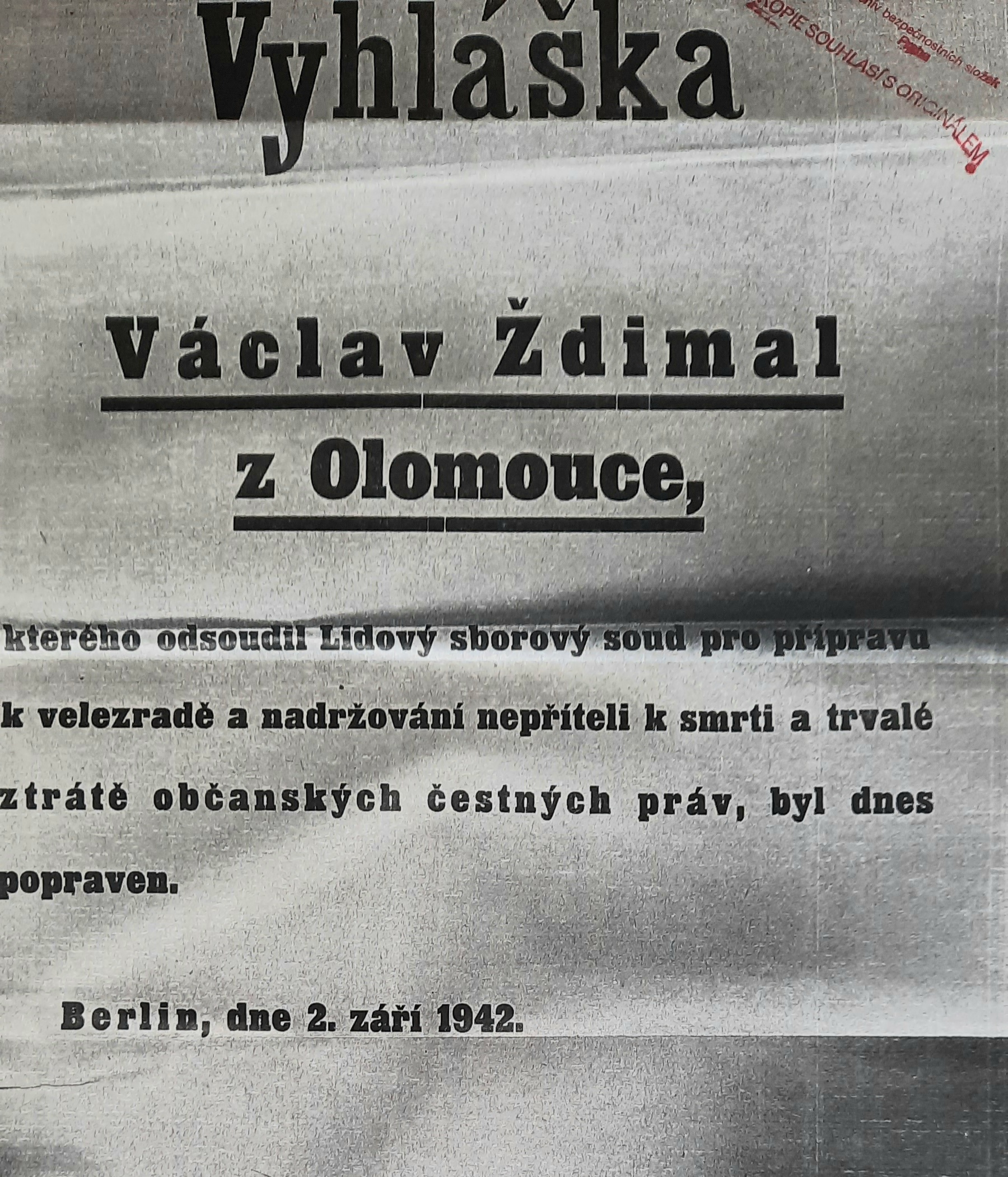
Oznámení o popravě generála Václava Ždímala

Po okupaci ČSR byl v dubnu 1939 zařazen do pražského Vojenského zeměpisného ústavu, následně působil  jako vládní rada na ministerstvu dopravy. V té době začal intenzivně spolupracovat s dalšími důstojníky zaniklé československé armády na vybudování vojenské odbojové organizace.
Současně byl zapojen ve formující se Obraně národa jako velitel Oblastního velitelství Morava-východ. Pod oblastní velitelství spadala velitelství krajská, jež byla organizačně postavena na úroveň divizí. Oblastnímu velitelství v Olomouci podléhaly kraje: Olomouc, Moravská Ostrava a Uherské Hradiště.
Po zapojení do odboje se V. Ždímalovi podařilo vybudovat v Olomouci efektivně fungující velitelství Obrany národa.

## Zatčení, vězení a poprava
Při velké vlně zatýkání moravských odbojářů byl 11. prosince 1939 zatčen a vězněn nejdříve v Brně a poté na několika místech v Německu (Breslau, Wohlau, Landsberg) a nakonec byl přesunut do věznice v Berlíně.
Dne 13. dubna 1942 byl Lidovým soudem v Berlíně odsouzen za přípravu „velezrady a spolupráci s nepřítelem k trestu smrti“. Byl souzen společně s členy svého ilegálního štábu, při soudním přelíčení se choval velmi statečně, bral veškerou vinu na sebe a ostatním odbojářům tím zachránil život.
Poprava gilotinou proběhla ve věznici v Berlíně ve věznici Plötzensee 2. září 1942.

## Řády a vyznamenání

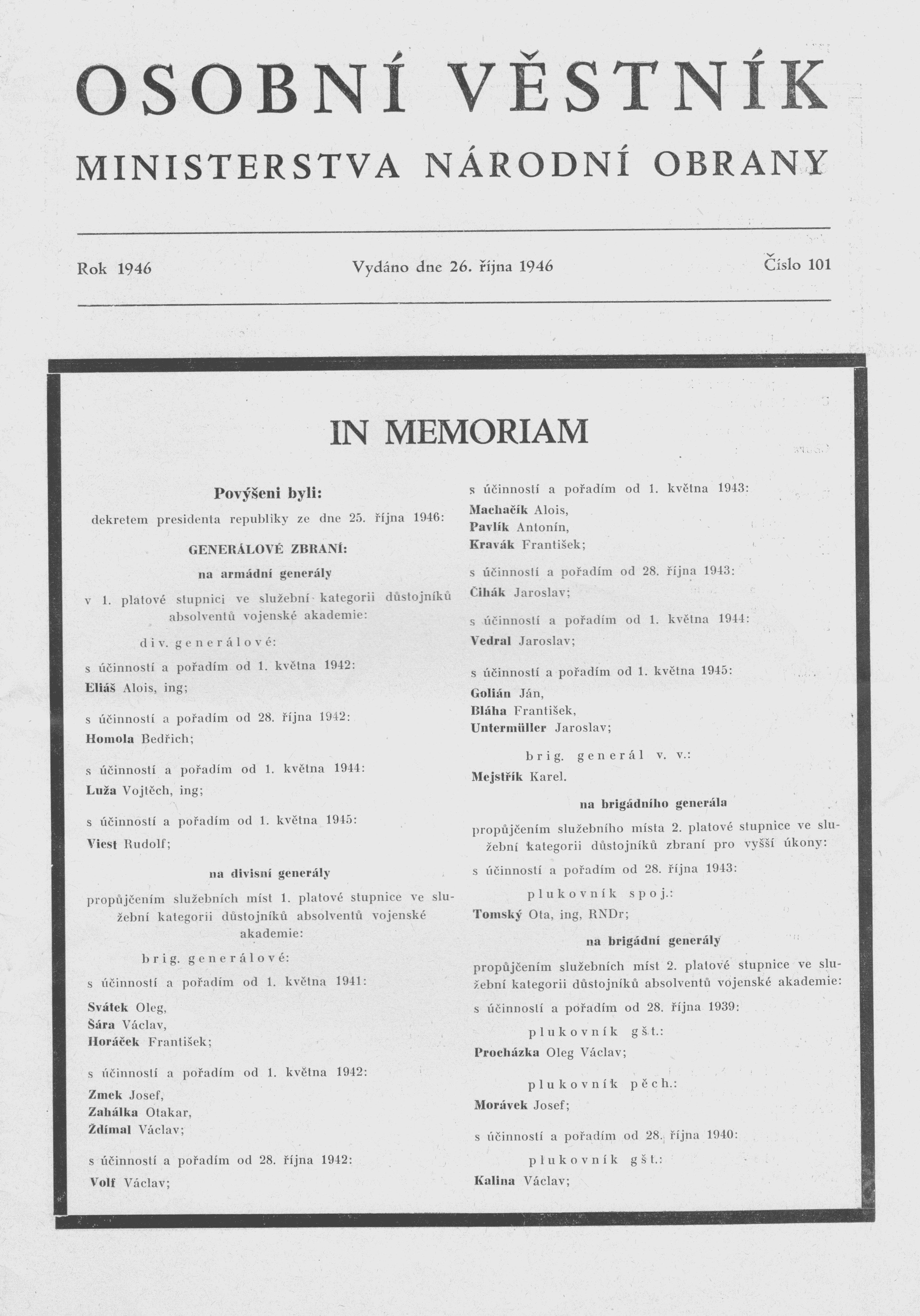
Osobní věstník MNO číslo 101 ze dne 26. října 1946 titulní strana – povýšení do hodnosti divizního generála

### Za života
- Řád Sv. Jiří 4. stupně 1917, v originále: Георгиевский крест 4-й степени
- Československý válečný kříž 1914–1918
- Válečný kříž 1920, v originále: Croix de Guerre
- Revoluční medaile 1920
- Československá medaile Vítězství

### In memoriam

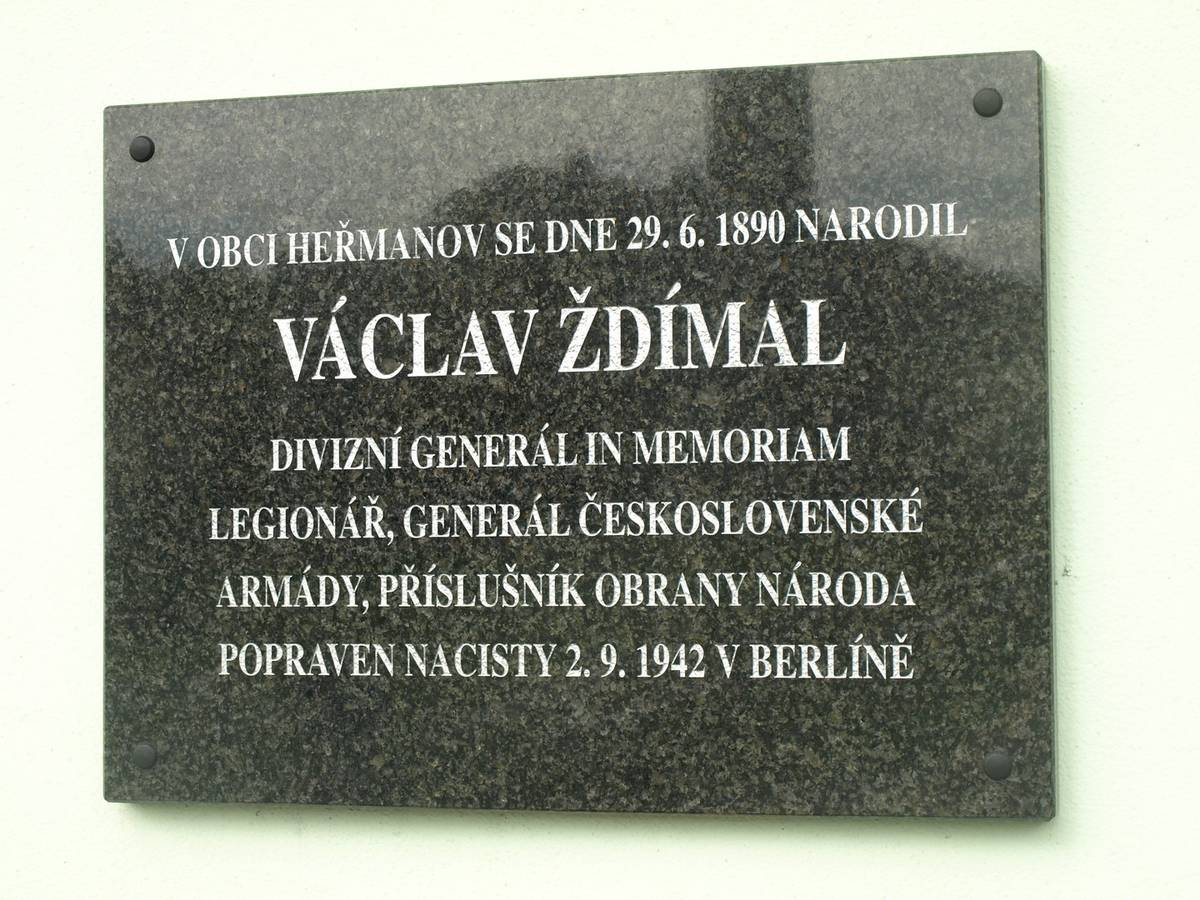
Pamětní deska v Heřmanově

- Dne 25. října 1946 generál Václav Ždímal obdržel hodnost divisního generála in memoriam.
- Václav Ždímal je zmíněn mezi oběťmi nacistické perzekuce na pomníku padlým v Oslavici[7]
- Připomíná ho pamětní deska v rodném v Heřmanově umístěná na budově radnice.
- Československý válečný kříž 1939

## Dokumenty

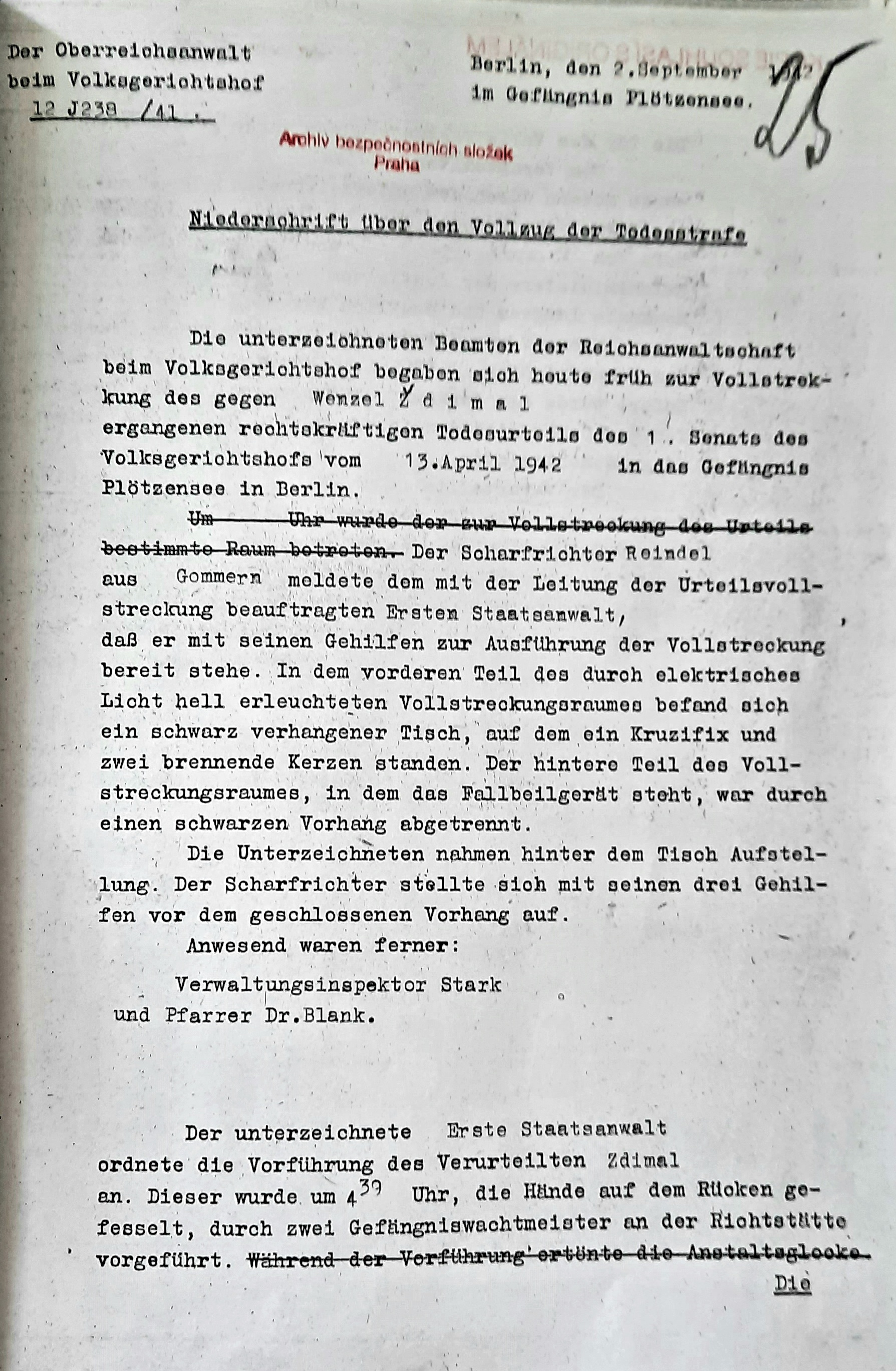
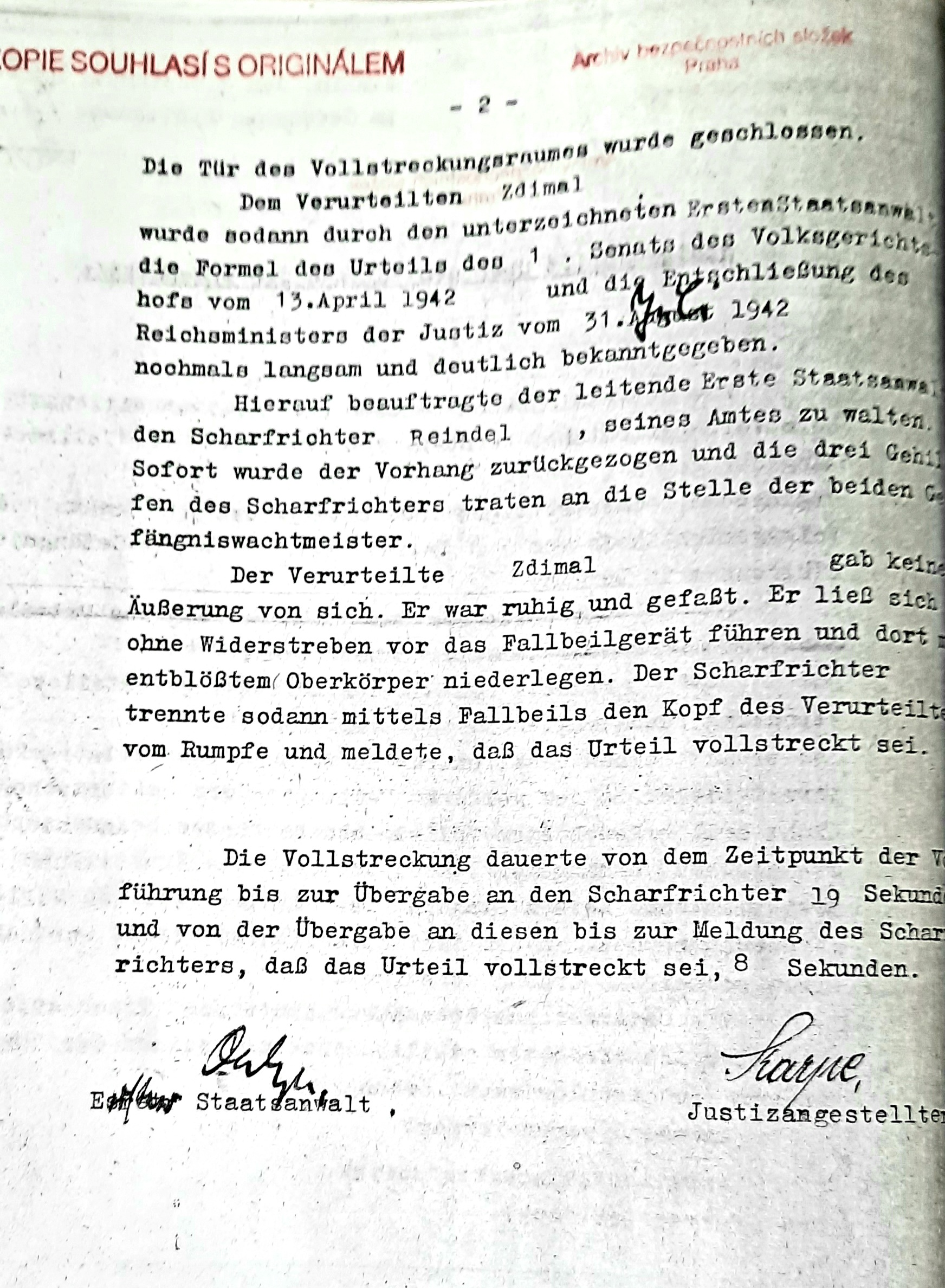

Popravčí protokol